# Jean IV. de Bueil
Jean IV. († 25. Oktober 1415 in der Schlacht von Azincourt) war Herr von Bueil-en-Touraine. Er war der Sohn von Jean III. de Bueil aus dem Haus Bueil.
Jean IV. war einer der Freunde und Ratgeber von Ludwig I., Herzog von Anjou. Er wurde Generalleutnant von Guyenne und 1395 Befehlshaber der Armbrustschützen (Maître des arbalétriers) der französischen Armee.
Er heiratete 1404 Margarete Dauphine von Auvergne, die jüngste Tochter von Berald II. Dauphin von Auvergne, Herrin von Aubijoux, † nach dem 30. Januar 1413, die die Erbin der Grafschaft Sancerre wurde.
Sein Sohn war Jean V. de Bueil († 1477), Graf von Sancerre und Admiral von Frankreich; seine Tochter war Anne de Bueil, die Ehefrau von Pierre d’Amboise.
| Personendaten    | Personendaten              |
| ---------------- | -------------------------- |
| NAME             | Jean IV. de Bueil          |
| KURZBESCHREIBUNG | Herr von Bueil-en-Touraine |
| GEBURTSDATUM     | 14. Jahrhundert            |
| STERBEDATUM      | 25. Oktober 1415           |
| STERBEORT        | bei Arras                  |